# Paolo Cantarella
Paolo Cantarella (Varallo Sesia, 4 dicembre 1944) è un ingegnere e dirigente d'azienda italiano.
Laureato in ingegneria meccanica al Politecnico di Torino, entrò a lavorare nel gruppo FIAT nel 1977 e divenne nel 1990, dopo aver assolto incarichi nel settore dei componenti e delle macchine utensili, amministratore delegato di FIAT Auto, la divisione responsabile di tutto il settore delle automobili. Riuscì a rilanciare in parte l'azienda nella prima metà degli anni novanta, dopo il grave periodo di crisi seguito al ritiro di Vittorio Ghidella, sviluppando il progresso tecnologico negli impianti produttivi e innovando i modelli commercializzati sul mercato.
Nel febbraio 1996 divenne amministratore delegato dell'intero gruppo FIAT al posto di Cesare Romiti che a sua volta divenne Presidente dopo il ritiro di Gianni Agnelli, mentre nel suo incarico di amministratore delegato del settore auto subentrò Roberto Testore. Cantarella mantenne questo incarico fino al 2002 quando dovette dimettersi per il netto peggioramento della situazione economica e finanziaria complessiva del gruppo FIAT.

## Onorificenze
| Controllo di autorità | VIAF (EN) 58801256 · ISNI (EN) 0000 0000 4436 6232 · LCCN (EN) no2004104351 |